# Emma Jacobsson
Emma Charlotte Jacobsson, född Stiasny 1883 i Wien, död 1977, var en österrikisk-svensk botaniker textilformgivare och entreprenör.

## Biografi
Emma Jacobsson föddes i en judisk familj i Österrike. Hennes föräldrar var kommerserådet Franz Clemens Stiasny och Anna Stiasny, född Karplus. Hon studerade först konst och därefter botanik och disputerade för filosofie doktorsgrad. Hon var mellan 1912 och 1950 gift med Malte Jacobsson. Emma Jacobsson var barndomsvän med arkitekten Josef Frank som sedermera ritade möbler till familjens olika bostäder.  
Emma Jacobsson bildade som landshövdingfru i Göteborg 1939 tillsammans med vänner föreningen Bohus Stickning, som utvecklade en omfattande verksamhet med hemstickning för fruar till fiskare och stenarbetare i Bohuslän. Hon var ledande kraft i denna förening under 30 års tid och deltog också själv i mönsterproduktionen. Jacobsson finns representerad vid bland annat Göteborgs Stadsmuseum, Bohusläns museum, Nationalmuseum i Stockholm och Röhsska museet.
Emma Jacobssons Trappor mellan Landala Egnahem och Chalmers i Göteborg har fått sitt namn efter henne.